# Note sur la suppression générale des partis politiques

La Note sur la suppression générale des partis politiques est un court essai de la philosophe Simone Weil, publié à titre posthume sous forme d'article dans le numéro 26 (février 1950) de la revue La Table Ronde.

## Contenu
Dans cette Note, Simone Weil présente son point de vue concernant les partis politiques : ils ne sont pas conformes au bien (le bien étant vérité et justice), car ils mènent au mensonge et aliènent la raison, et doivent être supprimés.

L'auteure définit un parti politique ainsi : 

Un parti politique est une machine à fabriquer de la passion collective.
Un parti politique est une organisation construite de manière à exercer une pression collective sur la pensée de chacun des êtres humains qui en sont membres.

La première fin, et, en dernière analyse, l'unique fin de tout parti politique est sa propre croissance, et cela sans aucune limite,.
L'auteure propose finalement un autre système, fondé sur la proximité avec (et non l'adhérence à) des revues (groupes d'écriture, au sein desquels on écrirait, ou qu'on lirait simplement), qui permettrait plus de vérité et de justice, donc plus de bien. Ainsi, les candidats ne pourraient plus se présenter au nom d'une revue (ni d'un parti, pour des raisons évidentes : leur suppression).

## Postérité
Cette Note a fait l'objet de deux réactions notables : la première de la part d'André Breton dans le journal Combat du 21 avril 1950, la seconde de la part du philosophe Alain dans le n°28 d'avril 1950 de la revue La Table Ronde, les deux auteurs vantant les mérites de ce texte.
Dans la réaction d'André Breton intitulée Mettre au ban les partis politiques, l'auteur présente le contexte dans lequel le texte a émergé, et indique que la Note est un texte brillant qu'il faut largement diffuser. André Breton préfère rajouter l'expression de « mise au ban » à celle de suppression : selon lui, cela doit être le produit d'un long processus de persuasion du peuple.
Dans la réaction d'Alain intitulée Simone Weil, le philosophe prétend bien connaître Simone Weil, et inscrit son commentaire de la Note dans ce cadre : il la dit être l'œuvre qui consacre la vie politique de Simone Weil. En effet, elle aurait selon lui très tôt rejeté la logique de parti, mais les œuvres parues de son vivant concernant les partis politiques n'auraient pas satisfait Alain.

## Éditions
- Note sur la suppression générale des partis politiques, Paris, La Table Ronde, N°26, 1950  (Wikisource) ;

- Simone Weil, Ecrits de Londres et dernieres lettres, Gallimard, 1980 (ISBN 2-07-026642-7 et 978-2-07-026642-5, OCLC 613453285, lire en ligne)
- Simone Weil, Note sur la suppression générale des partis politiques, L'Herne, dl 2014, cop. 2014 (ISBN 978-2-85197-262-0 et 2-85197-262-6, OCLC 893762961, lire en ligne)
- Simone Weil, Note sur la suppression générale des partis politiques, Editions sillage, 2016 (ISBN 979-10-91896-53-5, OCLC 965440510, lire en ligne)
- Simone Weil, Note sur la suppression générale des partis politiques, Editions Allia, 2017 (ISBN 979-10-304-0504-0, OCLC 974705957, lire en ligne)
- Simone Weil, André Breton et Alain, Note sur la suppression générale des partis politiques, Climats, dl 2017 (ISBN 978-2-08-140874-6 et 2-08-140874-0, OCLC 979988142, lire en ligne)
- Simone Weil et Etienne VNV Chouard, Notes sur la suppression générale des partis politiques, Exuvie Éditions, 2022 (ISBN 978-2-491031-52-7 et 2-491031-52-3, OCLC 1344277966, lire en ligne)